# Ulica Graniczna w Katowicach
Ulica Graniczna w Katowicach – ulica centralnej części Katowic, łącząca Zawodzie z dzielnicą Osiedle Paderewskiego-Muchowiec.

## Charakterystyka

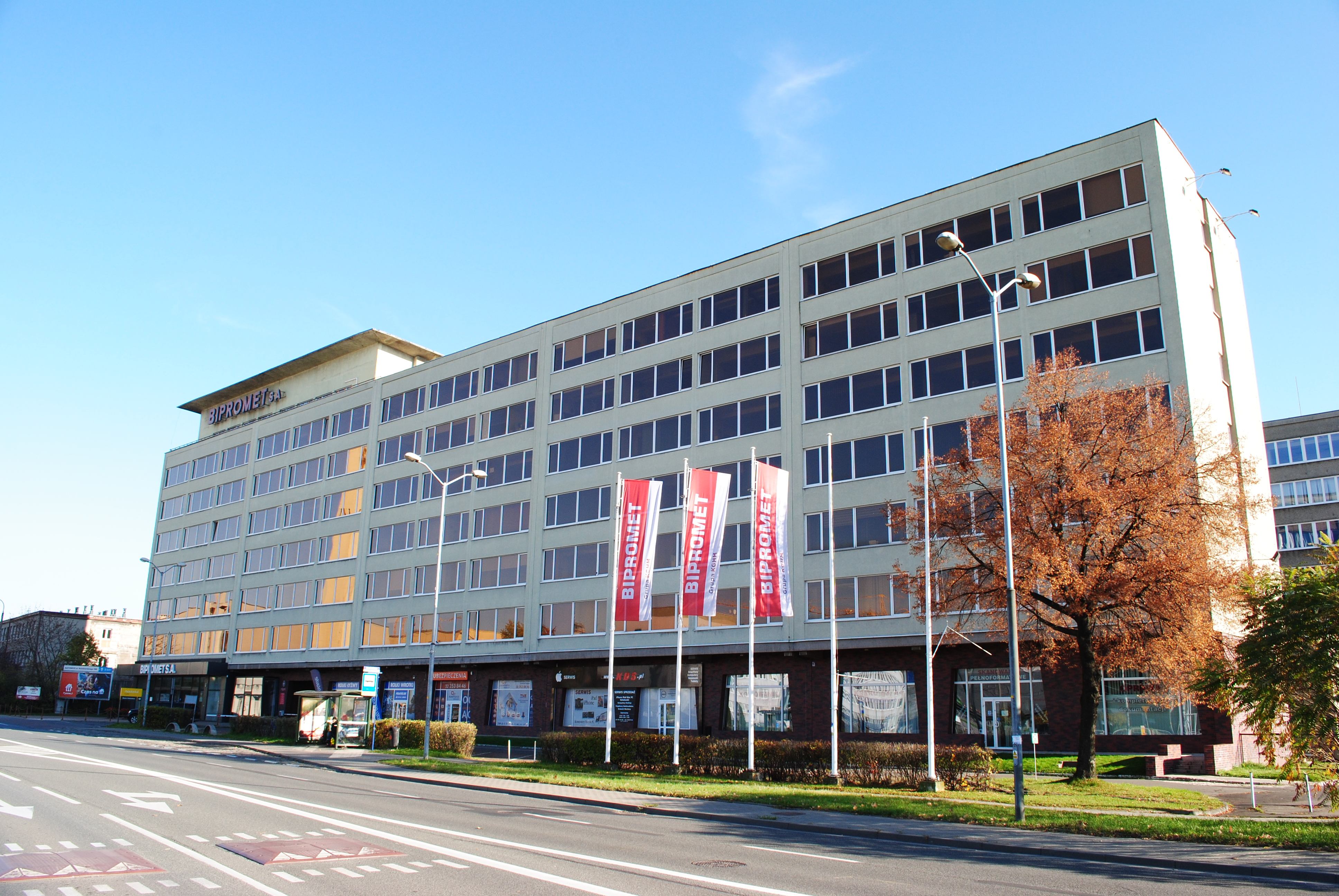
Bipromet (ul. Graniczna 29)

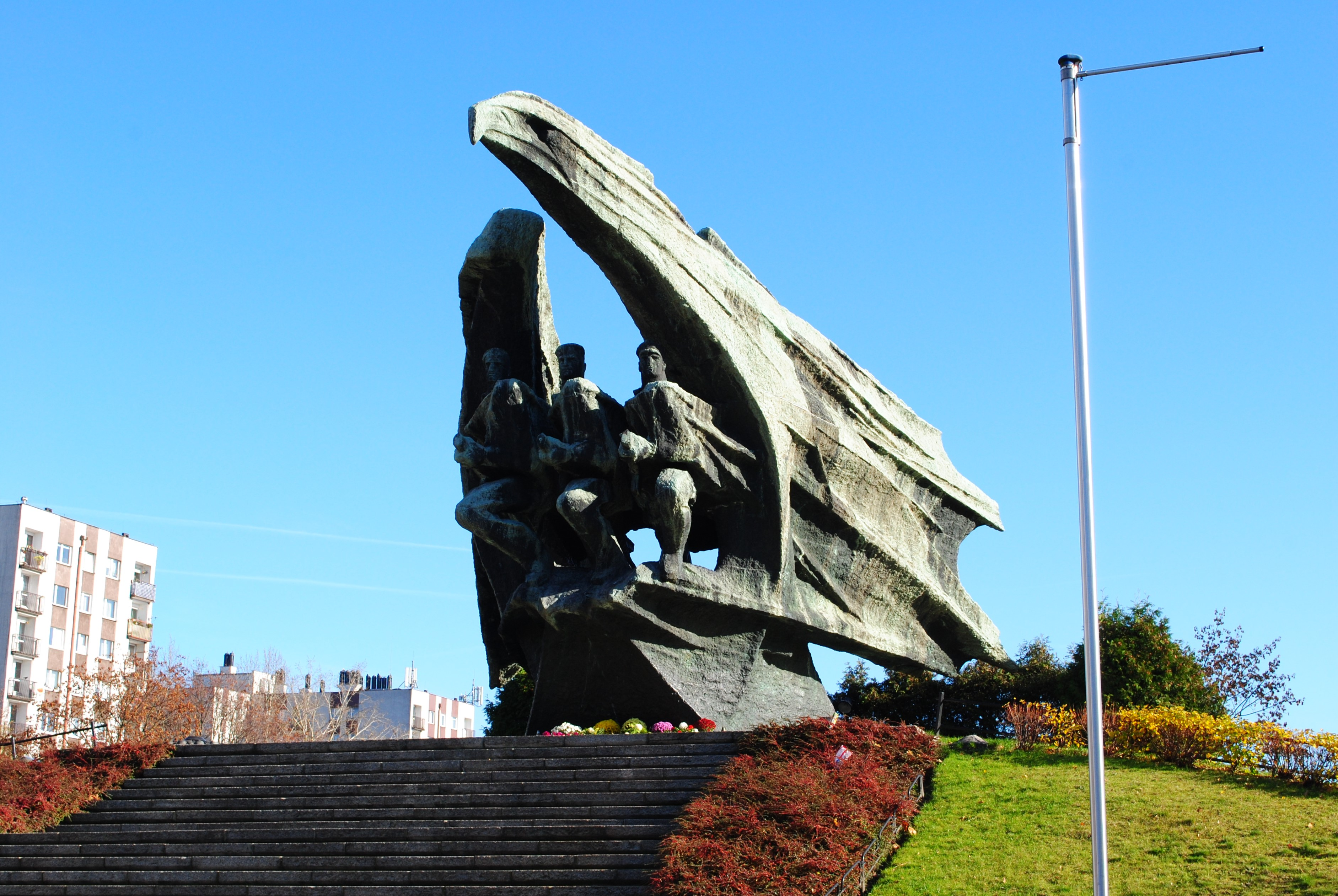
Pomnik Żołnierza Polskiego na placu Żołnierza Polskiego

Ulica wzięła swoją nazwę od dawnej granicy między Katowicami a gminą Bogucice, przebiegającej w tym miejscu. W dwudziestoleciu międzywojennym przy ulicy działała oczyszczalnia ścieków, działająca według systemu Majchra. W okresie niemieckiej okupacji Polski w latach 1939–1945 ulica nosiła nazwę Freiligrathstraße.
Ulica rozpoczyna swój bieg od skrzyżowania z ul. Warszawską, ul. 1 Maja i ul. Jerzego Dudy-Gracza (dojazd do al. W. Roździeńskiego). Dalej biegnie pod wiaduktem kolejowym, krzyżuje się z ul. Zygmunta Krasińskiego, ul. Przemysłową, ul. Sikorskiego i ul. Powstańców. Przy skrzyżowaniu znajduje się stacja Wojewódzkiego Pogotowia Ratunkowego, pl. Rady Europy, pl. Żołnierza Polskiego z pomnikiem. Za skrzyżowaniem z ul. Ofiar Katynia kończy swój bieg (przy ul. Kazimierza Pułaskiego).
W budynku przy ul. Granicznej 27 znajduje się ściana pamięci Pawła Stellera.
Przy ulicy Granicznej znajdują się: kościół Wniebowzięcia NMP, Wojewódzki Ośrodek Dokumentacji Geodezyjnej i Kartograficznej, oddział Państwowej Inspekcji Pracy (Okręgowy Inspektorat Pracy), Zespół Szkół Zakładu Doskonalenia Zawodowego, Niepubliczne Przedszkole „Wesołe Siódemki”, Miejskie Przedszkole nr 87, Przedsiębiorstwo Budowlane Katowice, Zgromadzenie zakonne Sióstr Misjonarek Miłości, Izba Gospodarcza Metali Nieżelaznych i Recyclingu oraz Bipromet (polskie przedsiębiorstwo budowlane, notowane na Giełdzie Papierów Wartościowych w Warszawie).
Przy tej ulicy znajdował się natomiast gmach Śląskiego Instytutu Naukowego (ul. Graniczna 32; wzniesiony w latach 1972–1976; wyburzony w sierpniu 2022 roku) oraz Centrum Handlowe Belg (ul. Przemysłowa 3; róg z ul. Graniczną; przeznaczony do rozbiórki w 2023 roku i wyburzony w 2024).
Kościół i klasztor sióstr Maryi Niepokalanej (ul. Z. Krasińskiego 21, róg z ul. Graniczną) został objęty ochroną konserwatorską. Przy ul. Granicznej 12 znajdują się historyczne budynki zaplecza Politechniki Śląskiej, a pod numerami 6 (róg z ul. Warszawską 66), 11, 13 – historyczne kamienice mieszkalne.
Ulicą Graniczną kursują autobusy ZTM. Dnia 3 sierpnia 2010 ulicą prowadziła trasa trzeciego etapu wyścigu kolarskiego Tour de Pologne 2010, a 2 sierpnia 2011 – trasa trzeciego etapu Tour de Pologne 2011.